# Gøs Herreder
Gøs Herreder (på nordfrisisk Gooshiird) er beliggende ved den sydslesvigske vestkyst syd for grænsen.
Med indvindingen af nyt land ved vestkysten blev Gøs Herred delt i Nørre og Sønder Gøs Herreder. Grænsen mellem de to herreder blev Arlåen. Selvom herrederne var overvejende dansk præget, bosatte sig her i middelalderen også en del nordfrisere fra de frisiske naboherreder (Utlande). Områdets frisiske dialekt er Gøs Herred Frisisk, den danske dialekt var hhv. Mellemslesvigsk og Fjoldemål.
I Nørre Gøs Herred ligger følgende sogne:
- Bargum Sogn (også Bjerrum Sogn)
- Bredsted Sogn
- Breklum Sogn
- Bordelum Sogn
- Fjolde Sogn
- Joldelund Sogn
- Langhorn Sogn
- Okholm Sogn
- Trelstorp Sogn

I Sønder Gøs Herred ligger følgende sogne:
- Hatsted Sogn
- Mildsted Sogn
- Olderup Sogn
- Skobøl Sogn
- Svesing Sogn
- Østerfjolde Sogn
- Rødemis Fogderi
- Svavsted Fogderi